# Cholby Martínez
Cholby Martínez (La Ceiba, Atlántida, Honduras, 24 de marzo de 1988) es un futbolista hondureño. Juega como delantero y su equipo actual es el Atlético Independiente de la Liga de Ascenso de Honduras.

## Clubes
| Club                   | País     | Año             |
| ---------------------- | -------- | --------------- |
| Parrillas One          | Honduras | 2010 - 2012     |
| Vida                   | Honduras | 2012 - 2017     |
| Platense               | Honduras | 2017 - 2018     |
| Vida                   | Honduras | 2018 - 2020     |
| Bucanero               | Honduras | 2020 - 2021     |
| Deportes Savio         | Honduras | 2021 - 2023     |
| Atlético Independiente | Honduras | 2023 - presente |

## Palmarés

### Campeonatos nacionales
| Título                      | Club          | País     | Año  |
| --------------------------- | ------------- | -------- | ---- |
| Liga de Ascenso de Honduras | Parrillas One | Honduras | 2010 |